# 平和が丘
平和が丘（へいわがおか）は、愛知県名古屋市千種区・名東区の地名。現行行政地名は平和が丘一丁目から平和が丘五丁目。住居表示未実施。

## 地理
名古屋市名東区西端部に位置する。東は八前三丁目・よもぎ台二丁目・よもぎ台三丁目・社台一丁目、西から北は千種区に接する。また、千種区平和が丘三丁目部分については、区東部に位置する。北側で名東区平和が丘に接するほかは、すべて桜が丘に接する。

## 歴史

### 町名の由来
平和公園が平和が丘と通称されていたことに由来するという。

### 沿革
- 1976年（昭和51年）10月10日 - 名東区猪高町大字猪子石の一部により、同区平和が丘一丁目から平和が丘五丁目がそれぞれ成立する[1]。平和ヶ丘土地区画整理組合の換地処分による[5]。
- 1977年（昭和52年）1月23日 - 名東区平和が丘三丁目に猪高町大字猪子石・千種区田代町、名東区平和が丘四丁目に猪高町大字猪子石の各一部をそれぞれ編入される[1]。また、千種区平和が丘三丁目が千種区田代町の一部により成立する[6]。平和ヶ丘南部土地区画整理組合の換地処分による[5]。
- 1981年（昭和56年）9月20日 - 名東区平和が丘一丁目に猪高町大字猪子石・千種区田代町・千種区富士見台、名東区平和が丘二丁目および三丁目に猪高町大字猪子石の各一部をそれぞれ編入する[1]。
- 1986年（昭和61年）5月3日 - 名東区平和が丘一丁目および四丁目・五丁目に猪高町大字猪子石の一部をそれぞれ編入する[1]。猪子石土地区画整理組合の換地処分による[5]。
- 2001年（平成13年） - 名東区平和が丘三丁目に東邦学園大学が開学する[WEB 8]。
- 2007年（平成19年） - 東邦学園大学が愛知東邦大学と改称する[WEB 8]。

## 世帯数と人口
2019年（平成31年）1月1日現在の世帯数と人口は以下の通りである。なお、千種区についてはわずかな数の為、秘匿とする。
| 区     | 丁目           | 世帯数    | 人口    |
| ------ | -------------- | --------- | ------- |
| 名東区 | 平和が丘一丁目 | 368世帯   | 862人   |
| 名東区 | 平和が丘二丁目 | 336世帯   | 811人   |
| 名東区 | 平和が丘三丁目 | 414世帯   | 837人   |
| 名東区 | 平和が丘四丁目 | 521世帯   | 1,182人 |
| 名東区 | 平和が丘五丁目 | 415世帯   | 1,017人 |
| 名東区 | 名東区 計      | 2,054世帯 | 4,709人 |

### 人口の変遷
国勢調査による人口の推移（千種区平和が丘三丁目部分については非公表のため除く）
| 2000年（平成12年） | 5,220人 | [ WEB 9 ]  |  |
| 2005年（平成17年） | 5,172人 | [ WEB 10 ] |  |
| 2010年（平成22年） | 5,017人 | [ WEB 11 ] |  |
| 2015年（平成27年） | 4,616人 | [ WEB 12 ] |  |

## 学区
市立小・中学校に通う場合、学校等は以下の通りとなる。また、公立高等学校に通う場合の学区は以下の通りとなる。
| 区     | 丁目           | 番・番地等 | 小学校                   | 中学校                 | 高等学校 |
| ------ | -------------- | ---------- | ------------------------ | ---------------------- | -------- |
| 名東区 | 平和が丘一丁目 | 全域       | 名古屋市立平和が丘小学校 | 名古屋市立猪子石中学校 | 尾張学区 |
| 名東区 | 平和が丘二丁目 | 全域       | 名古屋市立平和が丘小学校 | 名古屋市立猪子石中学校 | 尾張学区 |
| 名東区 | 平和が丘三丁目 | 全域       | 名古屋市立平和が丘小学校 | 名古屋市立猪子石中学校 | 尾張学区 |
| 名東区 | 平和が丘四丁目 | 全域       | 名古屋市立平和が丘小学校 | 名古屋市立猪子石中学校 | 尾張学区 |
| 名東区 | 平和が丘五丁目 | 全域       | 名古屋市立平和が丘小学校 | 名古屋市立猪子石中学校 | 尾張学区 |
| 千種区 | 平和が丘三丁目 | 全域       | 名古屋市立星ヶ丘小学校   | 名古屋市立東星中学校   | 尾張学区 |

## 交通
- 名古屋市道小幡西山線[4]

## 施設

### 平和が丘一丁目
- 平和公園[4]
- 名古屋市立平和が丘小学校[WEB 15]

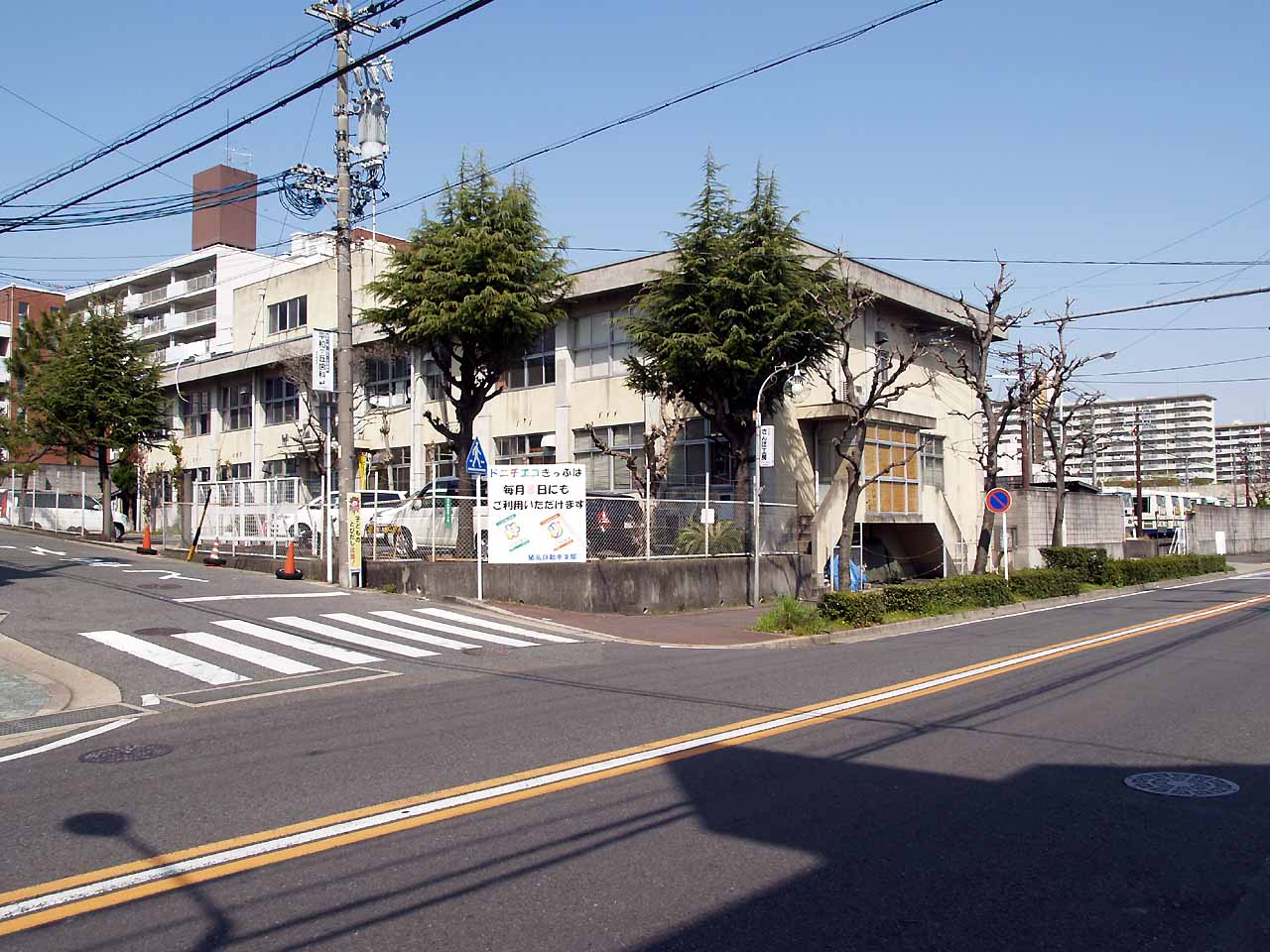
名古屋市営バス猪高営業所
- ブロンコビリー本社[WEB 16]
- フィールクオリテ平和が丘店[WEB 17]
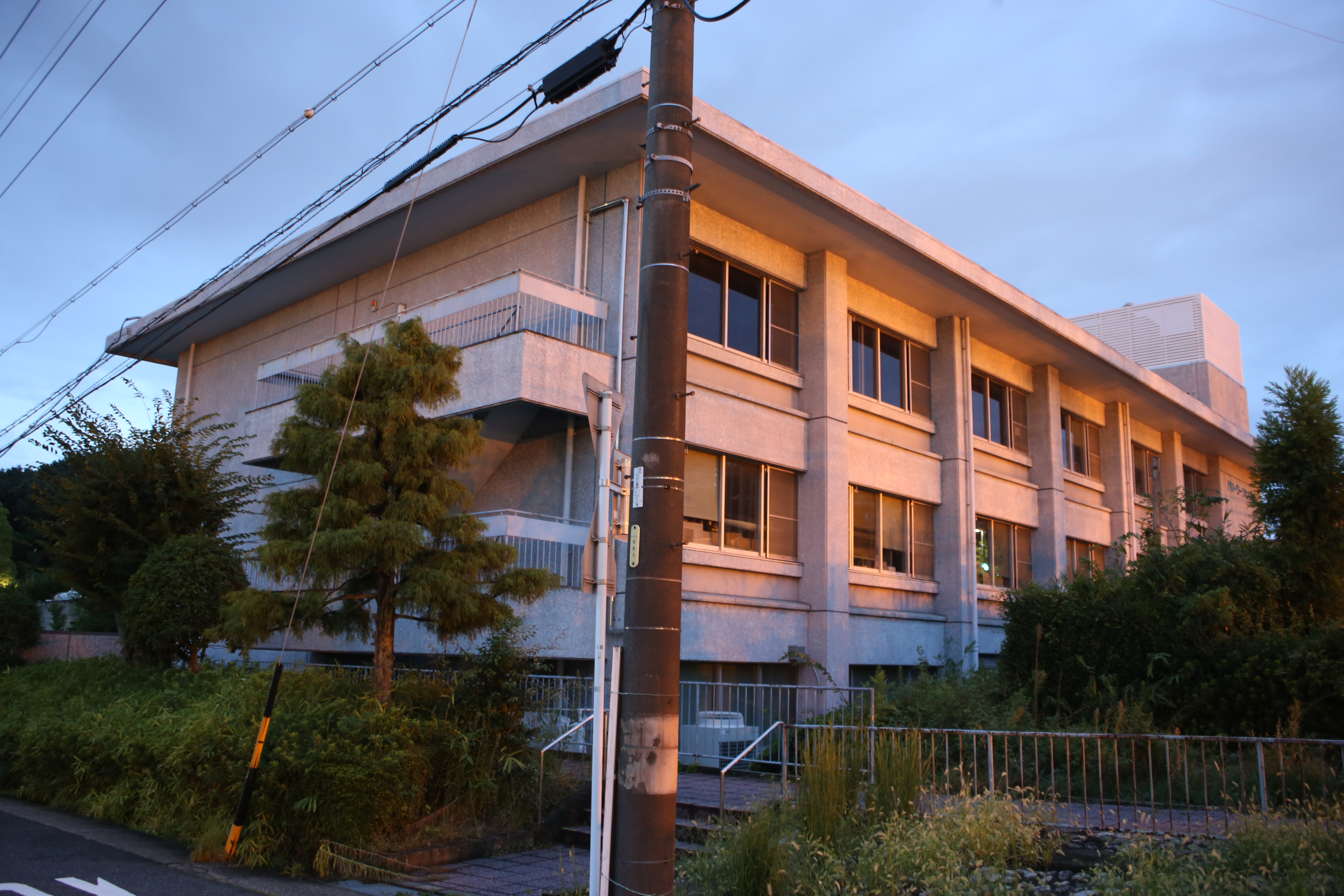
名古屋東公共職業安定所（ハローワーク名古屋東）[WEB 18]
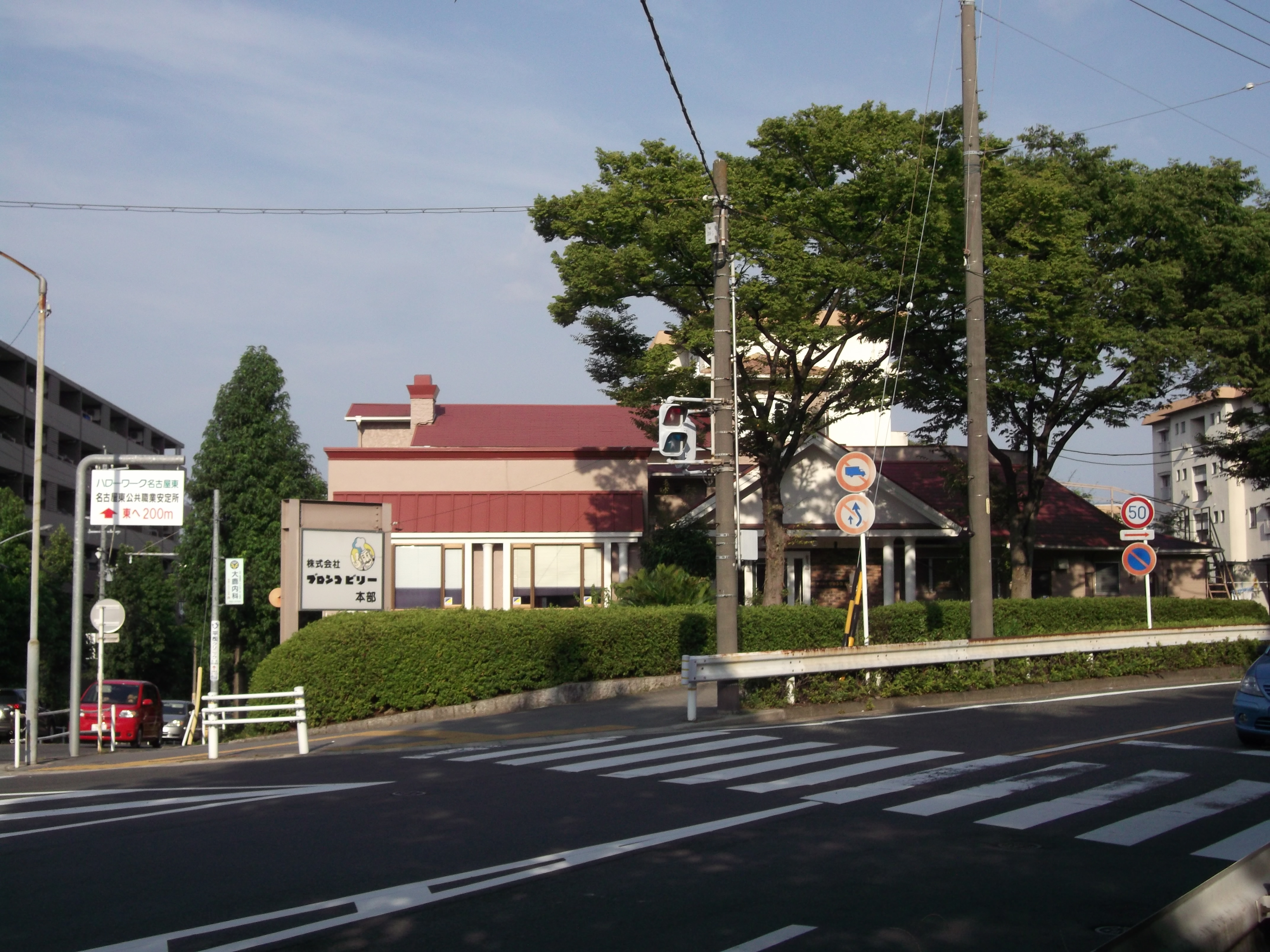
ブロンコビリー本社

1931年（昭和6年）に中区丸田町に置かれた名古屋市の職業紹介所をルーツとする。1947年（昭和22年）に名古屋中職業安定所と改組され、1979年（昭和54年）2月に猪高町大字猪子石字栂廻間と称していた当地に移転してきた。
- 栂廻間処分場

名東区平和が丘一丁目（当時は千種区猪高町大字猪子石字栂廻間）に所在した名古屋市の処分場。面積は76,273平方メートル。1964年（昭和39年）11月から1965年（昭和40年）6月にかけて使用。
- 栂廻間公園
- らくスパガーデン名古屋
- 国家公務員合同宿舎猪子石住宅

- 名古屋市営バス猪高営業所
- 名古屋東公共職業安定所
- ブロンコビリー本社

### 平和が丘二丁目
- 平和公園[4]
- 正敬寺

### 平和が丘三丁目
- 平和が丘神社[4]

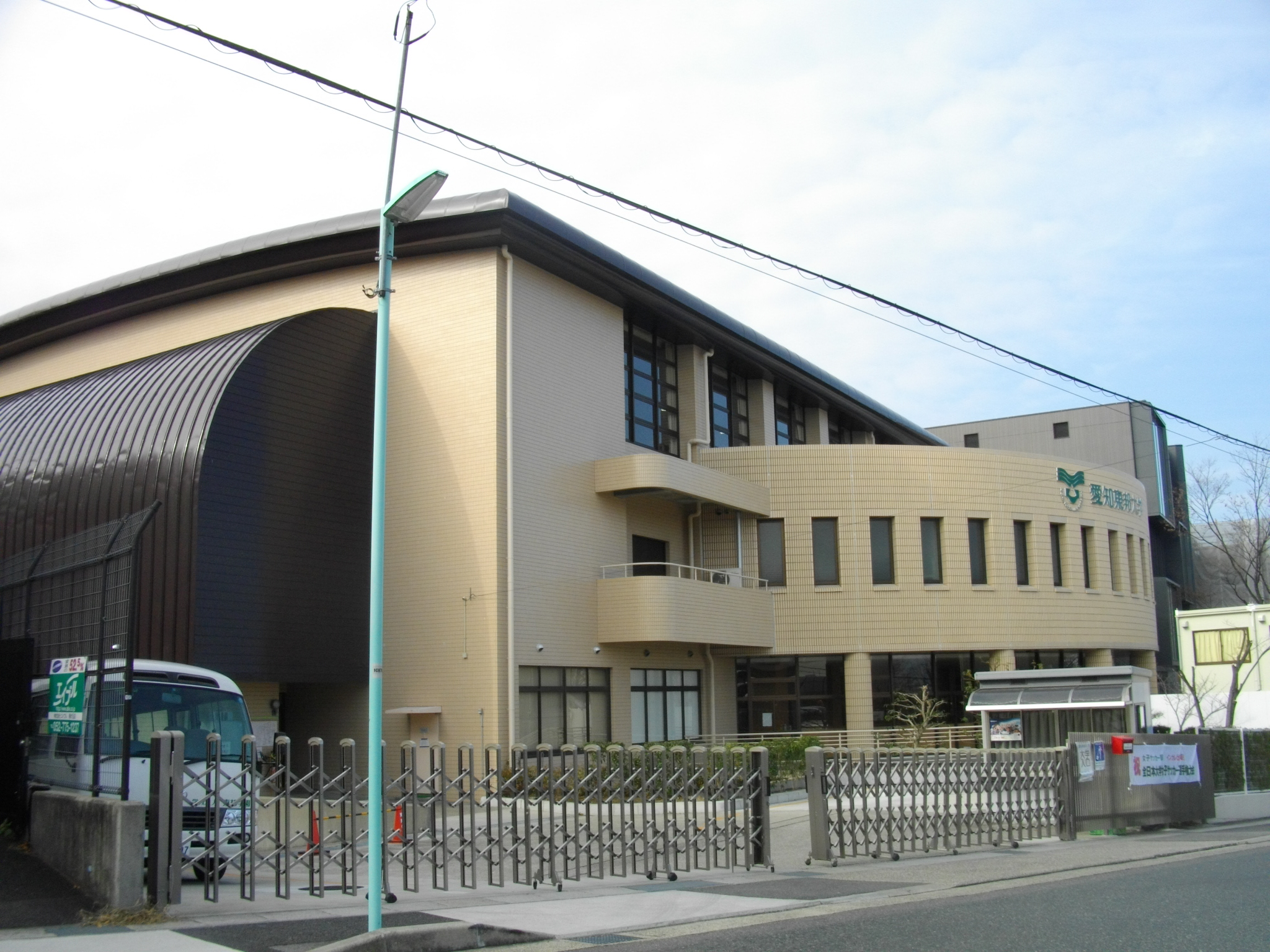
愛知東邦大学[WEB 20]
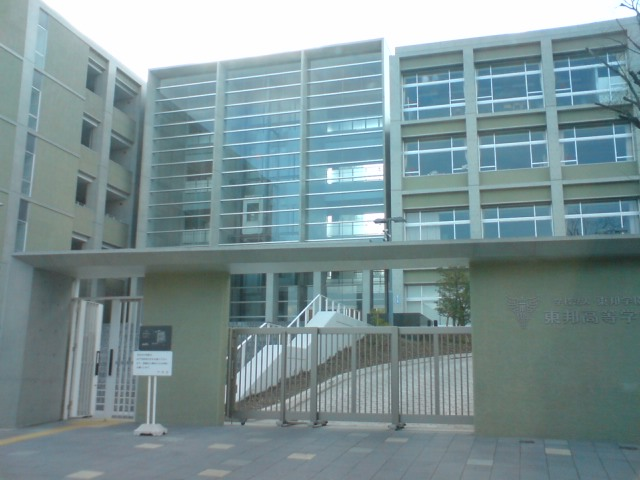
東邦高等学校[WEB 21]
- 平和が丘第一公園
- 珉光幼稚園
- 珉光院

- 愛知東邦大学
- 東邦高等学校

### 平和が丘四丁目
- 平和が丘第二公園
- 瑞光寺
- 聖徳寺
- 日本基督教団愛知教会
- 濁池公園

## その他

### 日本郵便
- 集配担当する郵便局は以下の通りである[WEB 22]。

| 区     | 町丁     | 郵便番号 | 郵便局     |
| ------ | -------- | -------- | ---------- |
| 名東区 | 平和が丘 | 465-0097 | 名東郵便局 |
| 千種区 | 平和が丘 | 464-0024 | 千種郵便局 |

### WEB
1. ↑  “愛知県名古屋市千種区の町丁・字一覧”.   人口統計ラボ. 2017年10月7日閲覧。
2. 1 2  “愛知県名古屋市名東区の町丁・字一覧”.   人口統計ラボ. 2017年10月7日閲覧。
3. 1 2  “町・丁目(大字)別、年齢(10歳階級)別公簿人口(全市・区別)”.   名古屋市 (2019年1月23日). 2019年1月23日閲覧。
4. 1 2  “郵便番号”.  日本郵便. 2019年1月6日閲覧。
5. 1 2  “郵便番号”.  日本郵便. 2019年1月6日閲覧。
6. ↑  “市外局番の一覧”.   総務省. 2019年1月6日閲覧。
7. ↑  名古屋市役所市民経済局地域振興部住民課町名表示係 (2015年10月21日). “名東区の町名一覧”.   名古屋市. 2017年10月7日閲覧。
8. 1 2  “沿革”.   愛知東邦大学. 2018年2月19日閲覧。
9. ↑  名古屋市役所総務局企画部統計課統計係 (2005年7月1日). “（刊行物）名古屋の町(大字)・丁目別人口 (平成12年国勢調査) 千種区・名東区” (xls). 2017年10月8日閲覧。
10. ↑  名古屋市役所総務局企画部統計課統計係 (2007年6月29日). “平成17年国勢調査　名古屋の町(大字)別・年齢別人口 千種区・名東区” (xls). 2017年10月8日閲覧。
11. ↑  名古屋市役所総務局企画部統計課統計係 (2012年6月29日). “平成22年国勢調査　名古屋の町(大字)別・年齢別人口 千種区・名東区” (xls). 2017年10月8日閲覧。
12. ↑  名古屋市役所総務局企画部統計課統計係 (2017年7月7日). “平成27年国勢調査　名古屋の町(大字)別・年齢別人口” (xls). 2017年10月8日閲覧。
13. ↑  “市立小・中学校の通学区域一覧”.   名古屋市 (2018年11月10日). 2019年1月14日閲覧。
14. ↑  “平成29年度以降の愛知県公立高等学校（全日制課程）入学者選抜における通学区域並びに群及びグループ分け案について”.   愛知県教育委員会 (2015年2月16日). 2019年1月14日閲覧。
15. ↑  “学校の概要”.   名古屋市立平和が丘小学校. 2019年4月11日閲覧。
16. ↑  “会社概要”.   ブロンコビリー. 2019年4月11日閲覧。
17. ↑  “クオリテ平和が丘店”.   フィールコーポレーション. 2019年4月11日閲覧。
18. ↑  “ハローワーク名古屋東”.   愛知労働局. 2018年2月28日閲覧。
19. 1 2 3  “名古屋市の処分場・埋立場”. 2021年7月22日閲覧。
20. ↑  “アクセス”.   愛知東邦大学. 2019年4月11日閲覧。
21. ↑  “アクセス”.   東邦高等学校. 2019年4月11日閲覧。
22. ↑  郵便番号簿 平成29年度版 - 日本郵便. 2019年01月06日閲覧 (PDF)

### 新聞
1. 1 2  “名古屋中職安 中区→名東区 引っ越し 4月には名称変更” (日本語). 朝日新聞 (朝日新聞社). (1979年2月2日)

### 書籍
1. 1 2 3 4 5  名古屋市計画局 1992, p. 866.
2. 1 2  「角川日本地名大辞典」編纂委員会 1989, p. 1552.
3. 1 2  「角川日本地名大辞典」編纂委員会 1989, p. 1470.
4. 1 2 3 4 5 6  名古屋市計画局 1992, p. 670.
5. 1 2 3  名東区区制20周年記念事業実行委員会 1995, p. 84.
6. ↑  名古屋市計画局 1992, p. 730.